# Jacques-Jérémie Roussel de la Celle
Pour les articles homonymes, voir Rocquencourt.
Jacques-Jérémie Roussel de la Celle (1712 - 21 mars 1776) était seigneur de la Celle et de Rocquencourt. Il était un financier français.

## Biographie

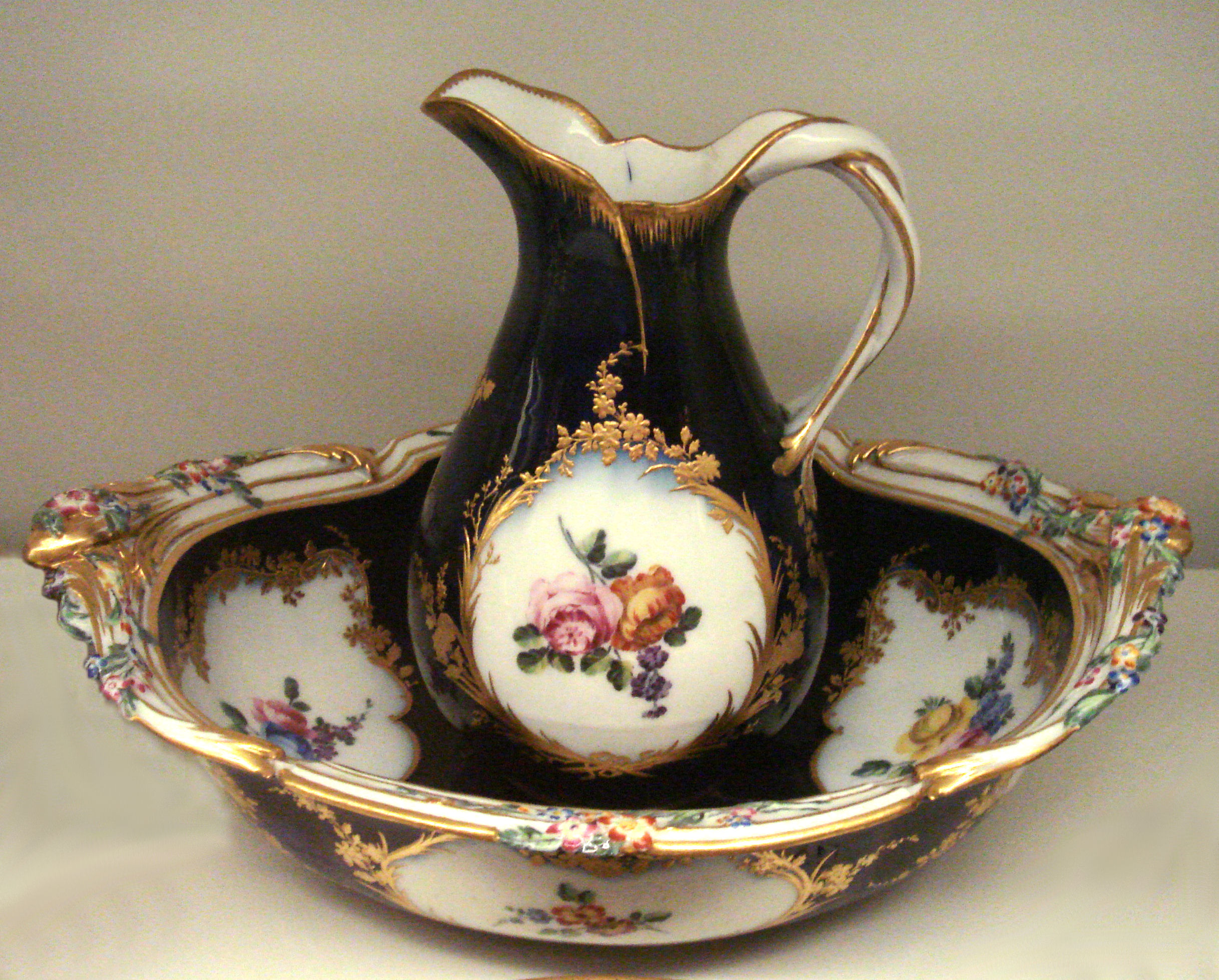
Broc, dit broc Roussel, porcelaine de Vincennes, 1753, collection Musée des Arts décoratifs

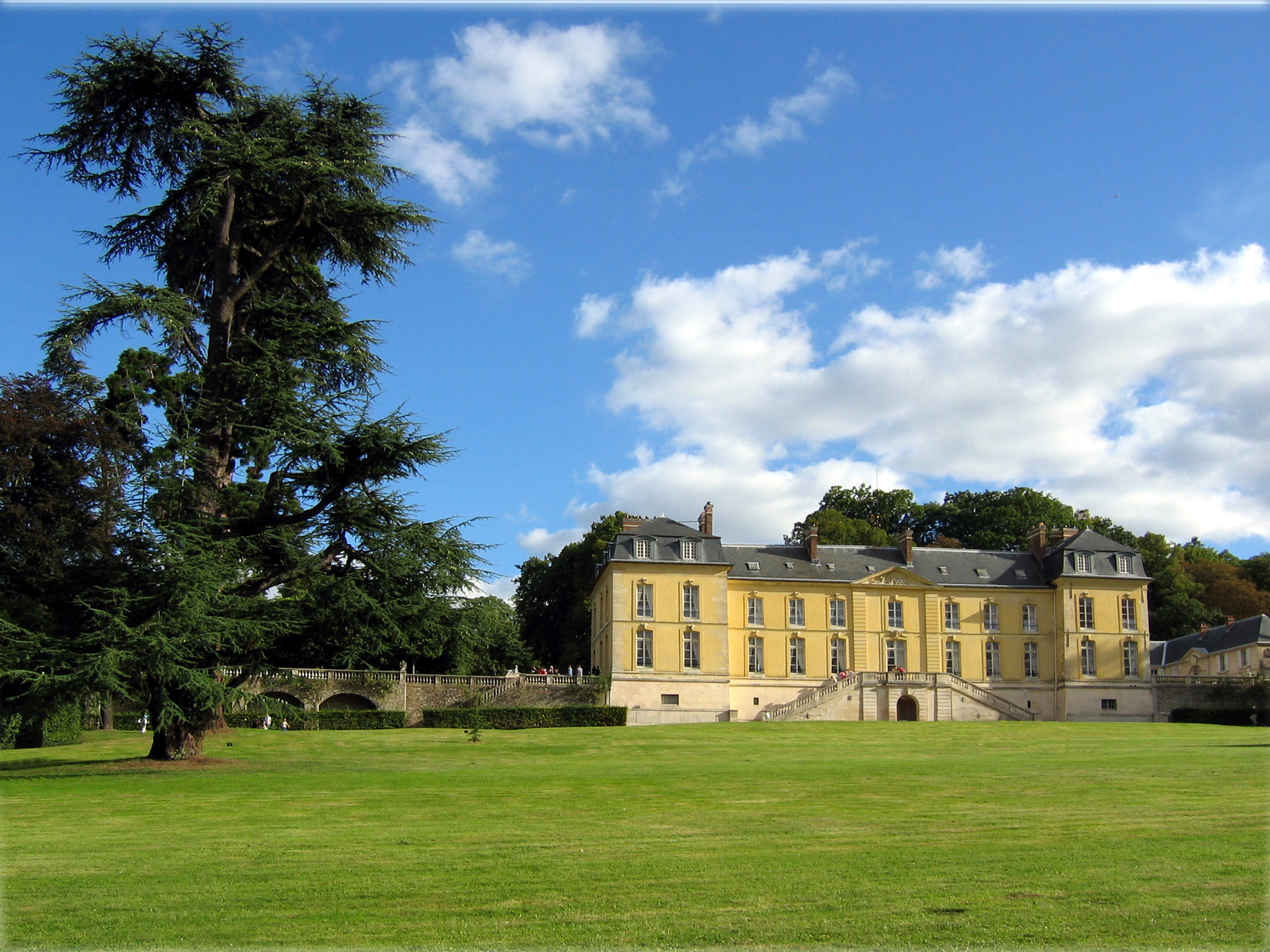
château de la Celle Saint-Cloud

Jacques-Jérémie Roussel de la Celle a été anobli par charge de conseiller secrétaire du Roi, maison et couronne de France. Il fut fermier général de 1735 à sa mort.
En 1745, il fit partie de la société constituée pour exploiter la manufacture de Vincennes. On créa en son honneur le broc Roussel, aiguière de toilette accompagnée d'un bassin, une forme qui sera reprise par la manufacture de Sèvres. 
Il acheta en 1750 à la Marquise de Pompadour la seigneurie et château de la Celle, près de Saint-Cloud. Il fit agrandir ce château, tel qu'il est aujourd'hui. Cette propriété fut revendue peu après sa mort par ses héritiers. Elle appartient actuellement au ministère des Affaires étrangères.
Il avait épousé en 1735 à Anne Marie Mareschal de Bièvre, née en 1715, petite-fille de Georges Mareschal (1658-1736), seigneur de Bièvre, premier chirurgien de Louis XIV (1703), confident du Roi, cofondateur de l’Académie royale de chirurgie (1731).
Leur fille, Marguerite Roussel de la Celle, née en 1739, épousa le 11 janvier 1757 son cousin Michel François Roussel d'Espourdon (1729, Paris, St-Sulpice + 1791), 2e marquis de Courcy, baron de Claireau, colonel aux Grenadiers de France, puis colonel propriétaire du régiment de Quercy (septembre 1753-septembre 1761), valant 10 000 écus, puis lieutenant du Roi de la ville de Foix, chevalier de l'ordre de Saint-Louis.